# Liku (Niue)
Liku ist einer der vierzehn Orte auf der Insel Niue. Die Insel ist seit 1974 durch einen Assoziierungsvertrag mit Neuseeland verbunden. Bei der Volkszählung 2017 zählte man in Liku 98 Einwohner.

## Geografie
Das Dorf befindet sich im Osten der Insel Niue im historischen Gebiet Motu und umfasst ein Gebiet von 41,64 km². Es ist mit der Hauptstadt Alofi durch eine Straße verbunden, die durch das Zentrum der Insel führt. Im Osten verfügt der Ort über einen Meereszugang. Im Süden grenzt es an Hakupu, im Westen an Alofi North und im Norden an Lakepa. Liku teilt sich mit Hakupu das Naturschutzgebiet „Huvalu Forest Conversation Area“.